# Paal-Helge Haugen
Paal-Helge Haugen (* 26. April 1945 in Valle) ist ein norwegischer Schriftsteller, der vor allem mit Lyrik und Dramatik an die Öffentlichkeit trat. Sein bekanntestes Werk ist indes der Roman Anne; er wurde zum Auslöser der in der skandinavischen Literatur gebräuchlichen Gattungsbezeichnung „Punktroman“.

## Leben und Werk
Paal-Helge Haugen studierte von 1964 bis 1970 in Oslo Medizin. 1965 bis 1967 war er Redaktionsmitglied der Literaturzeitschrift Profil. 1973 bis 1973 studierte er in den USA Film- und Theaterwissenschaft. Er war zeitweise Mitarbeiter beim norwegischen Fernsehen und lehrte von 1973 bis 1978 Kreatives Schreiben für Drehbuchautoren.
Haugen beschäftigte sich zunächst mit Haiku und chinesischer Lyrik und war auch als Übersetzer tätig. Er wurde inspiriert von der englischsprachigen Moderne, unter anderem von T. S. Eliot. Er ist bestrebt, Literatur mit Musik und Kunst zu verbinden und so entstanden viele Lyrikwerke in Zusammenarbeit mit bildenden Künstlern und Musikern.
Er verfasste zusammen mit Illustratoren zahlreiche Kinder- und Jugendbücher. Er versucht, Reste älterer norwegischer Sprache zu erhalten und schreibt Texte mit religiösem Bezug, zum Beispiel einige Oratorien. Sein Interesse gilt auch dem Musikdrama; für einige Opern schrieb er die Libretti; The Maid of Norway wurde 2001 ausgezeichnet.
In seiner Lyrik findet sich häufig das Metaphernpaar Licht und Dunkelheit, das ihn sehr beschäftigt. In diesem Zusammenhang entdeckte Haugen die ausdrucksstarken Lichtinszenierungen des französischen Barock-Malers Georges de La Tour und so entstanden 1990 seine lyrischen Meditasjonar over Georges de la Tour (deutsch 1993: Meditationen über Georges de LaTour).
Haugen schreibt in Nynorsk. Seine Werke wurden in mehr als 20 Sprachen übersetzt. Er erhielt zahlreiche Auszeichnungen, ist verheiratet und lebt seit 1978 in Greipstad.

## Anne
Haugens bekanntestes Werk ist sein Roman Anne, der 1968 erschien. In einer Art Prosalyrik wird die Geschichte eines Mädchens, das zu Beginn des 20. Jahrhunderts an Tuberkulose stirbt, erzählt, und zwar in kurzen Textabschnitten, die – augenscheinlich ohne Zusammenhang – Handlungen und Situationen aufzeigen.

„Der Leser muss einen aktiven Part im Rezeptionsvorgang spielen, er wird zum Mitgestalter der Geschichte. Als sogenannte >ready mades< montiert der Autor Fragmente aus anderen Diskursformen in den Text, u. a. Textpassagen aus der Bibel (Hiob, Prophet Esaias), aus dem Kirchengesangsbuch […] und aus Schullesebüchern. Haugen will damit die geschlossene Erzählform aufbrechen und Bausteine präsentieren, die der Leser selber zusammensetzen muss. Diese dokumentarischen Teile sind anfänglich noch klar von den fiktionalen Texten getrennt, beginnen sich jedoch gegen den Schluss des Romans, in Annes Fieberphantasien vor ihrem Tode mit ihren eigenen Gedanken zu vermengen.“

Die Leere zwischen den Textfragmenten „setzt die Phantasie frei […] Gesteuert wird der Leser durch Fixpunkte, die Faktisches und Fiktives assoziieren“. Die Literaturkritik hat den Roman deswegen mit dem Etikett „Punktroman“ versehen. Diese Gattungsbezeichnung wurde zum Prototyp eines neuen Genres und hat sich in den skandinavischen Ländern für experimentelle epische Texte durchgesetzt.

## Werke

### Norwegische Veröffentlichungen (Auswahl)
- På botnen av ein mørk sommar. Erzählungen. Det Norske samlaget, Oslo 1967
- Anne Roman. Samlaget, Oslo 1968
- Sangbok. Erzählungen. Aschehoug, Oslo 1969
- Det synlege menneske. Lyrik. 1975
- Meditasjonar over Georges de la Tour. Lyrik. 1990
- Sone 0. Lyrik. Cappelen, Oslo 1992
- Ei natt på jorda. Oratorium. Cappelen, Oslo 1993
- Eldsalamanderen . Kinderbuch. Damm, Oslo 1994, ISBN 82-517-7949-9
- Hertervig. Opernlibretto. Cappelen, Oslo 1995
- Hans Egedes natt. Libretto für die Kammeroper. 1995
- Poesi. Gesammelte Gedichte 1965–1995. Cappelen, Oslo 1995, ISBN 978-82-0215229-1
- Vindsalme for dei døde. Requiem zum 50. Jahrestag des Endes des Zweiten Weltkriegs. 1995
- Nidaros Oratorium zur Jahrtausendfeier der Stadt Trondheim, Komponist Arne Nordheim. 1997
- The Maid of Norway. Opernlibretto. 2000
- Den grøne riddaren. Opernlibretto. 2004
- Kvartett 2008. 4 Lyrikbände: G's bok, Dantes oske, Passasje, Visum. Cappelen, Oslo 2008, ISBN 82-02-27786-8
- Kyst. Sør. Portal, Kristiansand 2009, ISBN 978-82-92712-27-6

### Deutschsprachige Ausgaben
- Das überwinterte Licht. Det overvintra lyset. Übersetzung: Siegfried Weibel. Mit Zeichnungen von Jan Groth. Kleinheinrich, Münster 1988, ISBN 3-926608-14-5
- Anne. Roman. Übersetzung: Siegfried Weibel. Mit Aquarellen von Jens Johannessen. Kleinheinrich, Münster 1989, ISBN 3-926608-30-7
- Meditationen über Georges de LaTour. Mit Bildern von Olav Christopher Jenssen. Kleinheinrich, Münster 1993, ISBN 3-926608-75-7

## Auszeichnungen (Auswahl)
- 1968: Literaturpreis des Nordischen Kulturrates
- 1985: Gyldendal-Stipendium
- 1985: Nynorsk-Literaturpreis
- 1986: Doblougpreis
- 1986: Richard-Wilbur-Preis
- 1990: Nominierung zum Literaturpreis des Nordischen Rates
- 1990: Norwegischer Kritikerpreis
- 1991: Cappelenprisen
- 1992: Bragepreis
- 2008: Aschehoug-Literaturpreis und Gyldendalprisen
- 2009: Sankt-Olav-Orden (Ritter 1. Klasse)